# ريتشارد بيكر
ريتشارد بيكر (28 أبريل 1952 - ) (بالإنجليزية: Richard Baker)‏ هو لاعب كريكت بريطاني.